# Excalibur Airways
Excalibur Airways era uma companhia aérea charter com sede na Inglaterra. Ela tinha sua sede no Aeroporto de East Midlands, em Castle Donington, Leicestershire.

## História
A Excalibur Airways foi formada na primavera de 1992 e tinha sede no Aeroporto de East Midlands. Ela começou as operações fretadas com três Airbus A320 alugados e a maioria dos voos partia do aeroporto de Gatwick em Londres. Em 1994, mais um A320 e um Boeing 737-300 foram adicionados. Excalibur foi a primeira companhia aérea charter do Reino Unido a operar o A320 com seu (na época) novo sistema de controle fly-by-wire.
A maioria dos voos charter de férias foi para o Egito, embora esse não fosse o único destino, uma vez que também atendiam os resorts de férias no Mediterrâneo e no Norte da África. Em 1994, a Excalibur ofereceu serviços diretos de Gatwick para Eilat (ETH) no sul de Israel. A desvantagem foi que, devido às limitações de peso, os voos de retorno tiveram que fazer uma parada para reabastecimento em Tel Aviv (TLV) antes de continuar para Gatwick.
No verão de 1995, a empresa tinha duas aeronaves operando no aeroporto Gatwick de Londres, uma em Manchester, uma no aeroporto de East Midlands e uma operando nos aeroportos do nordeste, incluindo Newcastle e Humberside. Os voos ainda eram operados para o Egito, bem como para destinos populares do Mediterrâneo, como Espanha, Grécia, Turquia, Itália e mais longe para as Ilhas Canárias. Alguns voos charter também voaram para a Islândia e outros destinos não turísticos, como Frankfurt.
Durante 1995, a empresa operou apenas com aeronaves A320.
Então, no final de 1995, a empresa queria iniciar voos para Flórida e Caribe, então houve a necessidade de uma aeronave maior e com maior alcance e o Douglas DC-10-30 foi escolhido.
Então, a companhia aérea perdeu a maioria de seus contratos de fretamento de médio alcance e os problemas de serviço que se seguiram forçaram as operadoras de viagens a rescindir seus contratos, portanto, a Excalibur fechou em junho de 1996. Um incidente com um DC-10 visto com fumaça saindo da aeronave, seguido por uma decolagem abortada, abalou a confiança do público na companhia aérea.

## Frota
A frota da Excalibur Airways consistia nas seguintes aeronaves:
| Aeronaves                  | Total | Notas |
| -------------------------- | ----- | ----- |
| Airbus A320-212            | 7     |       |
| Boeing 737-3Q8             | 1     |       |
| McDonnell Douglas DC-10-30 | 1     |       |
| Total                      | 9     |       |